# Caudron C.60
Caudron C.60 là một loại máy bay hai tầng cánh của Pháp, do hãng Caudron phát triển từ loại Caudron C.59.

## Quốc gia sử dụng
Phần Lan
- Không quân Phần Lan

 Pháp
- Không quân Pháp

 Latvia
- Hải quân Latvia

 Cộng hòa Tây Ban Nha
- Không quân Cộng hòa Tây Ban Nha

 Venezuela
- Không quân Venezuela

## Tính năng kỹ chiến thuật (C.60)
Dữ liệu lấy từ Suomen ilmavoimien lentokoneet
Đặc điểm tổng quát
- Kíp lái: 2
- Chiều dài: 7,50 m (26 ft 7 in)
- Sải cánh: 10,24 m (33 ft 7 in)
- Chiều cao: 2,60 m (8 ft 6 in)
- Diện tích cánh: 26 m² (279,7 ft²)
- Trọng lượng rỗng: 505 kg (1.111 lb)
- Trọng lượng có tải: kg (lb)
- Trọng tải có ích: kg (kg)
- Trọng lượng cất cánh tối đa: 862 kg (1.896 lb)
- Động cơ: 1 × Clerget 9B, 97 kW (130 hp)

 Hiệu suất bay 
- Tốc độ không vượt quá: km/h (knots, mph)
- Vận tốc cực đại: 150 km/h (81 knot, 93 mph)
- Vận tốc hành trình: km/h (knots, mph)
- Vận tốc tắt ngưỡng: km/h (knots, mph)
- Tầm bay: km (nm, mi)
- Trần bay: 4.000 m (13.120 ft)
- Vận tốc lên cao: m/s (ft/min)
- Tải trên cánh: kg/m² (lb/ft²)
- Công suất/trọng lượng: W/kg (hp/lb)